# 152 Pułk Piechoty (Imperium Rosyjskie)
152 pułk piechoty (ros. 152-й пехотный Владикавказский генерала Ермолова полк) – oddział piechoty armii Imperium Rosyjskiego.

## Charakterystyka
Sformowany w 1863. Stacjonował między innymi w m. Brześć.

 W przededniu I wojny światowej pułk etatowo posiadał cztery bataliony po cztery kompanie oraz kompanię tyłową. Kompania piechoty czasu wojny liczyła około 240 żołnierzy i 4–5 oficerów. Na szczeblu pułku występował także pododdział karabinów maszynowych (8 km), łączności (w tym 14 konnych gońców i 21 telefonistów) i zwiadowczy (64 zwiadowców, w tym 4 kolarzy). W sumie pułk liczył około 4000 żołnierzy.

W  lipcu 1914, na bazie zalążków wydzielonych z pułku, w ramach 2 fali mobilizacyjnej, sformowany został rezerwowy 300 pułk piechoty.

152 pułk piechoty rozformowany został w 1918.

## Podporządkowanie
Lipiec 1914:
- 19 Korpus Armijny – Brześć[7]
  - 38 Dywizja Piechoty – Brześć
    - 2 Brygada Piechoty – Brześć
      - 152 pułk piechoty – Brześć